# ENGI
ENGI Co., Ltd. (株式会社ENGI?, Kabushiki-gaisha Engi), anche nota come Entertainment Graphic Innovation o Studio ENGI, è uno studio di animazione giapponese fondato da Kadokawa, Sammy Corporation e Ultra Super Pictures, e una società controllata di Kadokawa Corporation.

## Storia
ENGI è stata fondata da Kadokawa il 4 aprile 2018, con la partecipazione in investimento da parte di Sammy e Ultra Super Pictures, ed è divenuta operativa il 1º giugno 2018. Lo studio è situato nel quartiere Suginami di Tokyo. L'ex-direttore rappresentativo di Qtec, Tōru Kajio, è l'attuale direttore rappresentativo della società, mentre il consiglio di amministrazione comprende Hiroshi Horiuchi e Takeshi Kikuchi di Kadokawa, Shunichi Okabe di Glovision (altra sussidiaria di Kadokawa) e Kenichi Tokumura di Sammy.
ENGI è uno studio di animazione che opera principalmente nell'industria anime per conto degli azionisti Kadokawa, Sammy e Ultra Super Pictures, e tra i suoi lavori vi sono produzioni TV, animazioni per giochi, animazioni per Pachinko e film per il grande schermo.
Il 25 maggio 2020 è stata annunciata l'apertura di un secondo studio a Kurashiki, nella prefettura di Okayama

## Produzioni

### Serie TV
| Titolo                                                              | Regia                           | Prima TV inizio | Prima TV fine     | Ep. | Note                                                                                          | Fonte  |
| ------------------------------------------------------------------- | ------------------------------- | --------------- | ----------------- | --- | --------------------------------------------------------------------------------------------- | ------ |
| Kemono Michi: Rise Up                                               | Kazuya Miura                    | 2 ottobre 2019  | 18 dicembre 2019  | 12  | Opera basata su un manga di Natsume Akatsuki.                                                 | [ 8 ]  |
| Uzaki-chan Wants to Hang Out!                                       | Kazuya Miura                    | 10 luglio 2020  | 25 settembre 2020 | 12  | Opera basata su un manga di Take.                                                             | [ 9 ]  |
| Full Dive                                                           | Kazuya Miura                    | 7 aprile 2021   | 23 giugno 2021    | 12  | Opera basata su una light novel di Light Tuchihi.                                             | [ 10 ] |
| Tantei wa mō, shinde iru.                                           | Manabu Kurihara                 | 4 luglio 2021   | 19 settembre 2021 | 12  | Opera basata su una light novel di Nigojū.                                                    | [ 11 ] |
| Trapped in a Dating Sim: The World of Otome Games Is Tough for Mobs | Kazuya Miura Shin'ichi Fukumoto | 3 aprile 2022   | 19 giugno 2022    | 12  | Opera basata su una light novel di Yomu Mishima.                                              | [ 12 ] |
| Uzaki-chan Wants to Hang Out! ω                                     | Kazuya Miura                    | 1º ottobre 2022 | 24 dicembre 2022  | 13  | Sequel di Uzaki-chan Wants to Hang Out!.                                                      | [ 13 ] |
| La novella alchimista apre bottega                                  | Hiroshi Ikehata                 | 3 ottobre 2022  | 19 dicembre 2022  | 12  | Opera basata su una light novel di Mizuho Itsuki.                                             | [ 14 ] |
| Kantai Collection: Let's Meet at Sea                                | Kazuya Miura                    | 4 novembre 2022 | 25 marzo 2023     | 8   | Opera basata su un videogioco sviluppato da C2 e Kadokawa Games; sequel di Kantai Collection. | [ 15 ] |
| Our Dating Story: The Experienced You and The Inexperienced Me      | Hideaki Oba                     | 6 ottobre 2023  | 22 dicembre 2023  | 12  | Opera basata su una light novel di Makiko Nagaoka.                                            | [ 16 ] |
| Unnamed Memory                                                      | Kazuya Miura                    | 9 aprile 2024   | 24 giugno 2024    | 12  | Opera basata su una light novel di Kuji Furumiya.                                             | [ 17 ] |
| Medalist                                                            | Yasutaka Yamamoto               | 4 gennaio 2025  | 29 marzo 2025     | 12  | Opera basata su un manga di Tsurumaikada.                                                     | [ 18 ] |